# 麥克杜格爾德鎮區 (明尼蘇達州伍茲湖縣)
麥克杜格爾德鎮區（英語：McDougald Township）是位於美國明尼蘇達州伍茲湖縣的一個行政鎮區。

## 地方資料
麥克杜格爾德鎮區的面積為91.36平方千米，當中陸地面積為91.30平方千米，而水域面積為0.06平方千米。根據2020年美國人口普查的數據，當地共有人口207人，而人口密度為每平方千米2.27人。